# 恭州 (隋朝)
恭州，中国隋朝时设置的州。
周武帝保定二年（562年）十月，北周分南宁州设恭州。隋朝建立后，韦冲到南中安抚，隋文帝开皇四年（584年），设置恭州、昆州、协州。隋炀帝大业初年，废除恭州，恭州地入开边县。唐朝建立后，复设恭州，治所在安上县（后来改为朱提县，今云南省昭通市昭阳区太平乡）。下辖安上县、唐兴县（今云南省昭通市昭阳区太平乡双包营）。唐高祖武德八年（625年）改为曲州。